# Asteropontius parvipalpus
Asteropontius parvipalpus is een eenoogkreeftjessoort uit de familie van de Asterocheridae. De wetenschappelijke naam van de soort is voor het eerst geldig gepubliceerd in 1975 door Stock.